# Epicauta abadona
Epicauta abadona là một loài bọ cánh cứng trong họ Meloidae. Loài này được Skinner miêu tả khoa học năm 1904.